# Алкалоиды

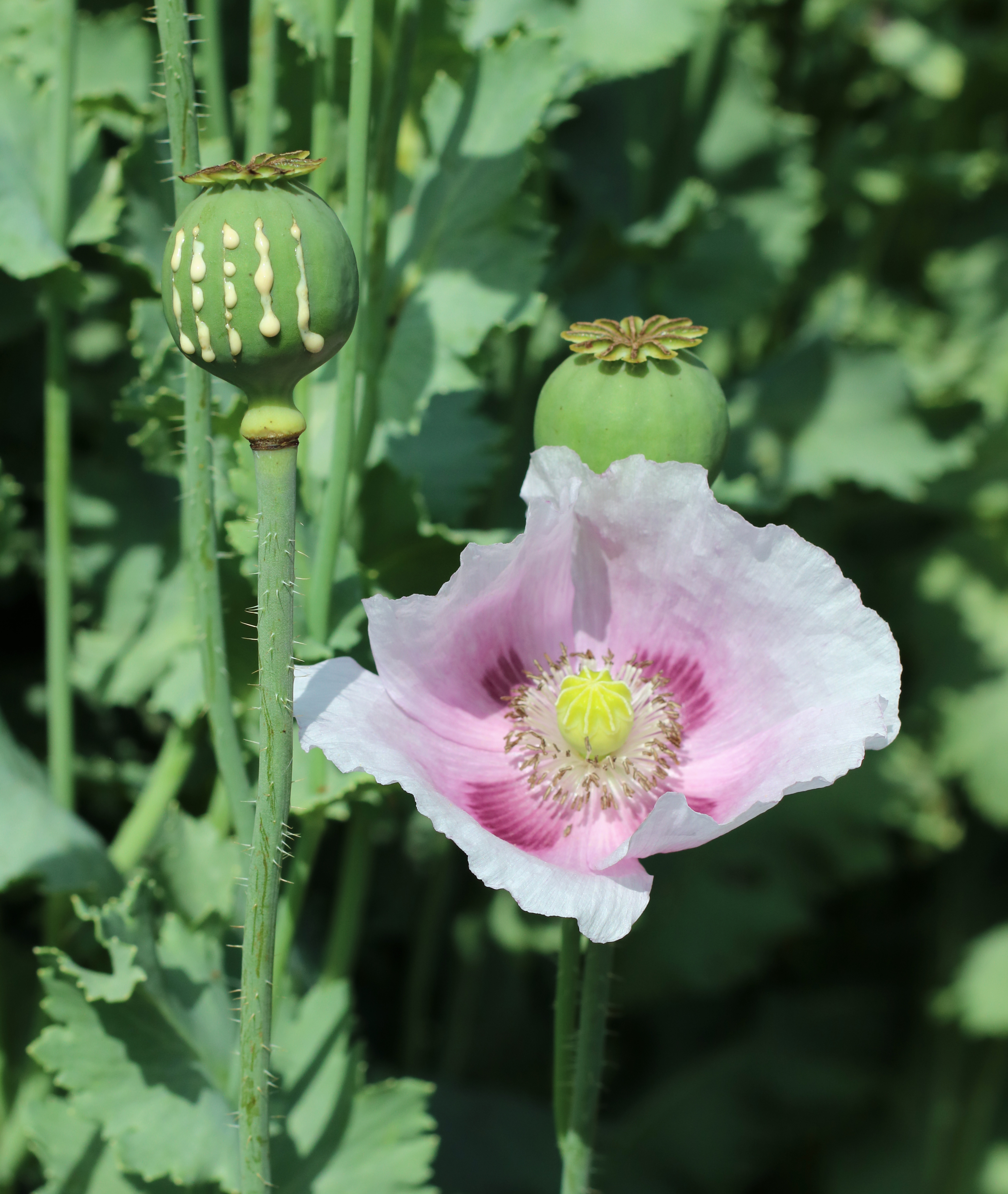
Первый изолированный алкалоид — морфин — был выделен в 1804 году из Мак опийный|опийного мака (Papaver somniferum)

Алкало́иды (от позднелат. alkali — «щёлочь» или араб. al-qali — «растительная зола» и др.-греч. εἶδος — «вид», «облик») — группа азотсодержащих органических соединений природного происхождения (чаще всего растительного), преимущественно гетероциклических, большинство из которых обладает свойствами слабого основания; к ним также причисляются некоторые биогенетически связанные с основными алкалоидами нейтральные и даже слабокислотные соединения. Аминокислоты, нуклеотиды, аминосахара и их полимеры к алкалоидам не относятся. Иногда алкалоидами называются и синтетические соединения аналогичного строения.
Помимо углерода, водорода и азота в молекулы алкалоидов могут входить атомы серы, реже — хлора, брома или фосфора. Многие алкалоиды обладают выраженной физиологической активностью. К алкалоидам относятся, например, такие вещества, как морфин, кофеин, кокаин, стрихнин, хинин и никотин. Многие алкалоиды в малых дозах оказывают лечебное действие, а в больших — ядовиты. Алкалоиды различны по своему физиологическому действию: одни из них угнетают или возбуждают нервную систему, другие парализуют нервные окончания, расширяют или сужают сосуды, третьи обладают обезболивающим действием и т. д.
Граница между алкалоидами и другими азотсодержащими природными соединениями различными авторами проводится по-разному. Иногда считается, что природные соединения, содержащие азот в экзоциклической позиции (мескалин, серотонин, дофамин и др.), относятся к биогенным аминам, но не к алкалоидам. Другие же авторы, напротив[уточнить], считают алкалоиды частным случаем аминов или причисляют биогенные амины к алкалоидам.

## Название

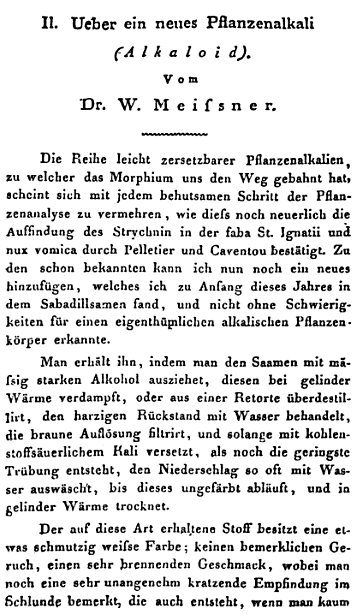
Статья, в которой введено понятие «алкалоид»

Название «алкалоиды» (нем. Alkaloide) введено в 1819 году немецким аптекарем Карлом Мейсснером и образовано от позднелат. alkali — «щёлочь» (который, в свою очередь, происходит от арабского al qualja — «пепел растений») и др.-греч. εἶδος — «похожий», «вид». В широкое употребление термин вошёл только после публикации обзорной статьи О. Якобсена в химическом словаре Альберта Ладенбурга.

### Названия отдельных алкалоидов
Единого метода назначения алкалоидам тривиальных названий не существует. Во многих случаях алкалоидам присваивают названия, образуя индивидуальные названия алкалоидов присоединением суффикса «-ин» к видовым или родовым названиям алкалоидоносов. Например, атропин выделен из растения Белладонна (Atropa belladonna L.), стрихнин получен из рвотных орешков — семян дерева Чилибуха (Strychnos nux-vomica L.). При выделении нескольких алкалоидов из одного растения вместо суффикса «-ин» часто используются суффиксы «-идин», «-анин», «-алин», «-инин» и т. п. Такая практика привела к тому, что существует, например, не менее 86 алкалоидов, содержащих в названии корень «вин» (выделены из барвинка, лат. Vinca).

## История

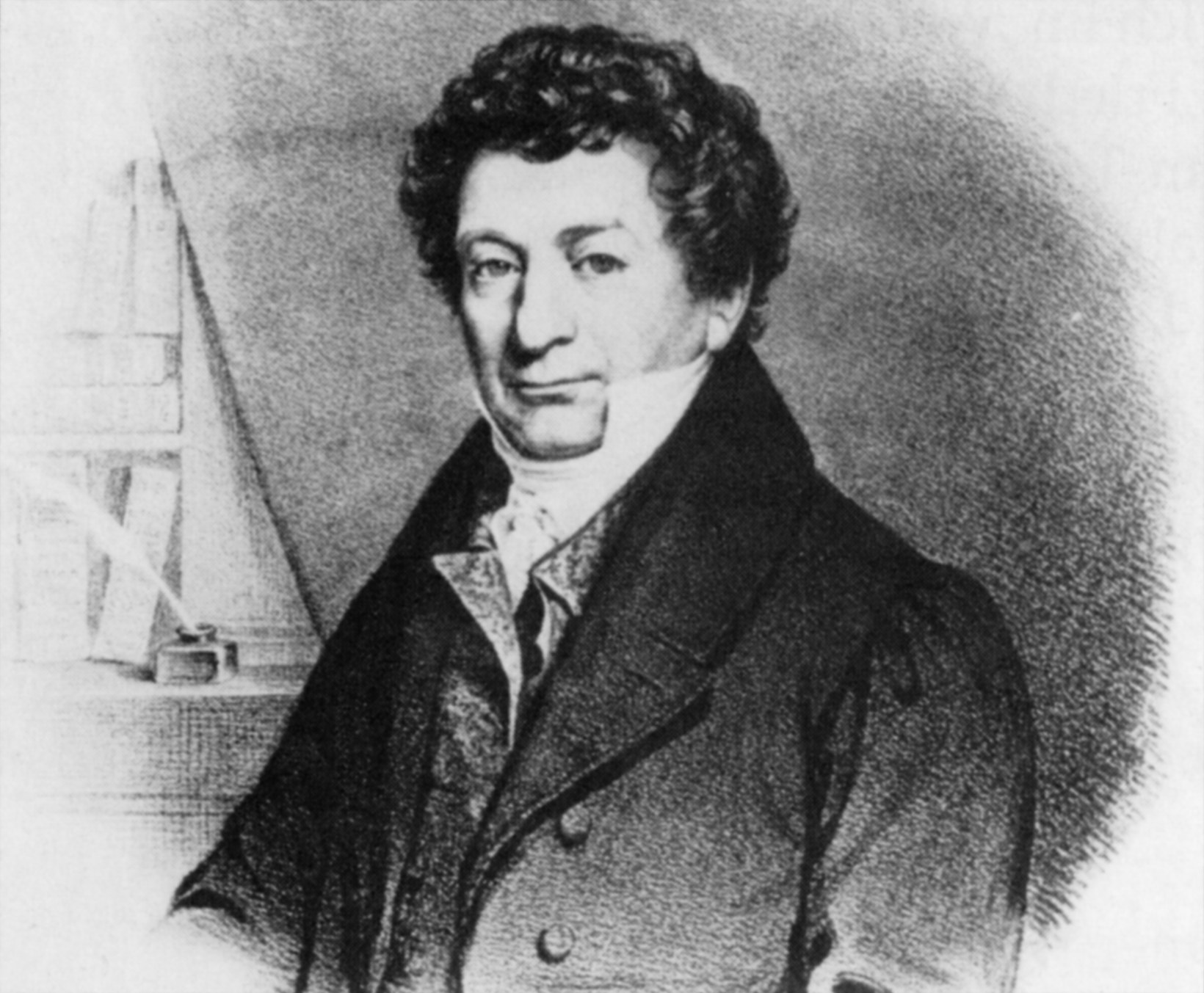
Фридрих Сертюрнер, немецкий аптекарь, впервые выделивший морфин из опиума

Растения, содержащие алкалоиды, использовались человеком с древнейших времён как в лечебных, так и в рекреационных целях. Так, в Месопотамии лекарственные растения были известны уже за 2000 лет до н. э. В «Одиссее» Гомера упоминается подаренное Елене египетской царицей снадобье, дарящее «забвенье бедствий». Считается, что речь шла о средстве, содержавшем опиум. В I—III веках до н. э. в Китае была написана «Книга домашних растений», в которой упоминалось медицинское использование эфедры и опийного мака. Листья коки использовались индейцами Южной Америки также с древних времён.
Экстракты растений, содержащие ядовитые алкалоиды, такие как аконитин и тубокурарин, использовались в древности для изготовления отравленных стрел.
Изучение алкалоидов началось в XIX веке. В 1804 году немецкий аптекарь Фридрих Сертюрнер выделил из опиума «снотворный принцип» (лат. principium somniferum), который он назвал «морфием» в честь Морфея, древнегреческого бога сновидений (современное название «морфин» принадлежит французскому физику Гей-Люссаку).
Значительный вклад в химию алкалоидов на заре её развития внесли французские исследователи Пьер Пеллетье и Жозеф Каванту, открывшие, в частности, хинин (1820) и стрихнин (1818). Также в течение нескольких последующих десятилетий были выделены ксантин (1817), атропин (1819), кофеин (1820), кониин (1827), никотин (1828), колхицин (1833), спартеин (1851), кокаин (1860) и другие алкалоиды.
Полный синтез алкалоида впервые осуществлён в 1886 г. для кониина немецким химиком Альбертом Ладенбургом путём взаимодействия 2-метилпиридина с ацетальдегидом и восстановления получившегося 2-пропенилпиридина с помощью натрия.
Появление в XX веке спектроскопии и хроматографии послужило толчком к ускоренному развитию химии алкалоидов. По состоянию на 2008 год известно более 12000 алкалоидов.

## Классификация

Буфотенин, яд жаб, содержит индольное ядро и синтезируется в живых организмах из аминокислоты триптофана

Молекула никотина включает в себя как пиридиновый цикл (слева), так и пирролидиновый (справа)

По сравнению с большинством других классов природных соединений, класс алкалоидов отличается большим структурным многообразием. Единой классификации алкалоидов не существует.
Исторически первые классификации алкалоидов объединяли алкалоиды в группы по признаку происхождения из общего природного источника, например, из растений одного рода. Это было оправдано недостаточностью знаний о химическом строении алкалоидов. В настоящее время такая классификация считается во многом устаревшей.
Более современные классификации используют объединение алкалоидов в классы по признаку сходства строений углеродного скелета (индольные, изохинолиновые, пиридиновые алкалоиды и т. п.) или по биогенетическим предшественникам (орнитин, лизин, тирозин, триптофан и т. п.). Однако при использовании таких схем приходится идти на компромиссы в пограничных случаях: так, никотин содержит как пиридиновое ядро, происходящее от никотиновой кислоты, так и пирролидиновое ядро от орнитина, и поэтому может быть отнесён к обоим классам.
Алкалоиды часто делят на следующие большие группы:
1. Алкалоиды с атомом азота в гетероцикле, биогенетическими предшественниками которых являются аминокислоты. Называются также истинными алкалоидами[29]. Примерами истинных алкалоидов являются атропин, никотин, морфин. К этой группе относят также некоторые алкалоиды, содержащие, кроме азотистых гетероциклов, терпеноидные фрагменты (как эвонин[30]) или имеющие пептидную структуру (как эрготамин[31]). Пиперидиновые алкалоиды кониин и коницеин часто относят также к этой группе[32], но их предшественники не являются аминокислотами[33].
2. Алкалоиды с атомом азота в боковой цепи, биогенетическими предшественниками которых являются аминокислоты. Называются также протоалкалоидами[29]. Примерами являются мескалин, адреналин и эфедрин.
3. Полиаминные алкалоиды (производные путресцина, спермидина и спермина).
4. Пептидные (циклопептидные[34]) алкалоиды.
5. Псевдоалкалоиды — соединения, похожие на алкалоиды, биогенетическими предшественниками которых не являются аминокислоты[35]. К этой группе относятся, в первую очередь, терпеноидные и стероидные алкалоиды[36]. Пуриновые алкалоиды, такие как кофеин, теобромин и теофиллин, иногда относят к псевдоалкалоидам в связи со спецификой их биосинтеза[37]. Некоторые авторы относят к псевдоалкалоидам такие соединения, как эфедрин и катинон, которые, хотя и происходят от аминокислоты фенилаланина, но атом азота приобретают не от неё, а в результате реакции трансаминации[37][38].

Некоторые соединения, относимые по аналогии к тому или иному структурному классу, не имеют соответствующего элемента углеродного скелета. Так, галантамин и гомоапорфины не содержат изохинолинового ядра, но обычно относятся к изохинолиновым алкалоидам.
Основные классы мономерных алкалоидов перечислены в следующей таблице:
| Класс                                                     | Основные группы                                                   | Основные пути биосинтеза | Представители |
| --------------------------------------------------------- | ----------------------------------------------------------------- | --- | --- |
| Алкалоиды с азотистыми гетероциклами (истинные алкалоиды) |                                                                   | | |
| Производные пирролидина                                   |                                                                   | Орнитин, или аргинин → путресцин → N-метилпутресцин → N-метил-Δ1-пирролин                                                                                                 | Гигрин, гигролин, кускгигрин, стахидрин |
| Производные тропана                                       | Группа атропина Заместители в позициях 3, 6 или 7                 | Орнитин, или аргинин → путресцин → N-метилпутресцин → N-метил-Δ1-пирролин                                                                                                 | Атропин, скополамин, гиосциамин |
| Производные тропана                                       | Группа кокаина Заместители в позициях 2 и 3                       | Орнитин, или аргинин → путресцин → N-метилпутресцин → N-метил-Δ1-пирролин                                                                                                 | Кокаин, экгонин |
| Производные пирролизидина                                 | Неэфирные                                                         | Орнитин, или аргинин → путресцин → гомоспермидин → ретронецин | Ретронецин, гелиотридин, лабурнин |
| Производные пирролизидина                                 | Сложные эфиры монокарбоновых кислот                               | Орнитин, или аргинин → путресцин → гомоспермидин → ретронецин | Индицин, линделофин, саррацин |
| Производные пирролизидина                                 | Макроциклические диэфиры                                          | Орнитин, или аргинин → путресцин → гомоспермидин → ретронецин | Платифиллин, сенеционин, триходесмин |
| Производные пиперидина                                    |                                                                   | Лизин → кадаверин → Δ1-пиперидеин | Седамин, лобелин, анаферин, пиперин |
| Производные пиперидина                                    |                                                                   | Октановая кислота → коницеин → кониин | Кониин, коницеин |
| Производные хинолизидина                                  | Группа люпинина                                                   | Лизин → кадаверин → Δ1-пиперидеин | Люпинин, нуфаридин |
| Производные хинолизидина                                  | Группа цитизина                                                   | Лизин → кадаверин → Δ1-пиперидеин | Цитизин |
| Производные хинолизидина                                  | Группа спартеина                                                  | Лизин → кадаверин → Δ1-пиперидеин | Спартеин, лупанин, анагирин, пахикарпин |
| Производные хинолизидина                                  | Группа матрина                                                    | Лизин → кадаверин → Δ1-пиперидеин | Матрин, оксиматрин, алломатридин, софоранол                                                                                                |
| Производные хинолизидина                                  | Группа ормозанина                                                 | Лизин → кадаверин → Δ1-пиперидеин | Ормозанин, пиптантин |
| Производные хинолизидина                                  | Группа 9b-азафеналена                                             | Лизин → кадаверин → Δ1-пиперидеин | Гиппоказин, конвергин, коцинеллин |
| Производные хинолизидина                                  | Группа фенантрохинолизидина                                       | Лизин → кадаверин → Δ1-пиперидеин | Криптоплеврин, криптоплевридин |
| Производные индолизидина                                  |                                                                   | Лизин → δ-полуальдегид α-аминоадипиновой кислоты → пипеколиновая кислота → 1-индолизидинон                                                                                | Свансонин, кастаноспермин |
| Производные пиридина                                      | Простые производные пиридина                                      | Никотиновая кислота → дигидроникотиновая кислота → 1,2-дигидропиридин | Тригонелин, рицинин, ареколин |
| Производные пиридина                                      | Полициклические неконденсированные производные пиридина           | Никотиновая кислота → дигидроникотиновая кислота → 1,2-дигидропиридин | Никотин, норникотин, анабазин, анатабин |
| Производные пиридина                                      | Полициклические конденсированные производные пиридина             | Никотиновая кислота → дигидроникотиновая кислота → 1,2-дигидропиридин | Актинидин, генцианин, педикулинин |
| Производные пиридина                                      | Сесквитерпеноидные производные пиридина                           | Никотиновая кислота, изолейцин | Эвонин, гиппократеин, гипоглаунин, триптонин                                                                                               |
| Производные изохинолина и связанные с ними алкалоиды      | Простые производные изохинолина                                   | Тирозин или фенилаланин → дофамин, или тирамин (для алкалоидов амариллиса)                                                                                                | Корипаллин, сальсолин, лофоцерин |
| Производные изохинолина и связанные с ними алкалоиды      | Производные 1- и 3-изохинолонов                                   | Тирозин или фенилаланин → дофамин, или тирамин (для алкалоидов амариллиса)                                                                                                | N-метилкоридальдин, нороксигидрастинин |
| Производные изохинолина и связанные с ними алкалоиды      | Производные 1- и 4-фенилтетрагидроизохинолинов                    | Тирозин или фенилаланин → дофамин, или тирамин (для алкалоидов амариллиса)                                                                                                | Криптостилин, хериллин |
| Производные изохинолина и связанные с ними алкалоиды      | Производные 5-нафтилизохинолина                                   | Тирозин или фенилаланин → дофамин, или тирамин (для алкалоидов амариллиса)                                                                                                | Анцистрокладин, гаматин |
| Производные изохинолина и связанные с ними алкалоиды      | Производные 1- и 2-бензилизохинолинов                             | Тирозин или фенилаланин → дофамин, или тирамин (для алкалоидов амариллиса)                                                                                                | Папаверин, лауданозин, сендаверин |
| Производные изохинолина и связанные с ними алкалоиды      | Группа куларина                                                   | Тирозин или фенилаланин → дофамин, или тирамин (для алкалоидов амариллиса)                                                                                                | Куларин, ягонин |
| Производные изохинолина и связанные с ними алкалоиды      | Павины и изопавины                                                | Тирозин или фенилаланин → дофамин, или тирамин (для алкалоидов амариллиса)                                                                                                | Аргемонин, амуренсин |
| Производные изохинолина и связанные с ними алкалоиды      | Бензопирроколины                                                  | Тирозин или фенилаланин → дофамин, или тирамин (для алкалоидов амариллиса)                                                                                                | Криптаустолин |
| Производные изохинолина и связанные с ними алкалоиды      | Протоберберины                                                    | Тирозин или фенилаланин → дофамин, или тирамин (для алкалоидов амариллиса)                                                                                                | Берберин, канадин, офиокарпин, мекамбридин, коридалин                                                                                      |
| Производные изохинолина и связанные с ними алкалоиды      | Фталидизохинолины                                                 | Тирозин или фенилаланин → дофамин, или тирамин (для алкалоидов амариллиса)                                                                                                | Гидрастин, наркотин (носкапин) |
| Производные изохинолина и связанные с ними алкалоиды      | Спиробензилизохинолины                                            | Тирозин или фенилаланин → дофамин, или тирамин (для алкалоидов амариллиса)                                                                                                | Фумарицин, охотенсин |
| Производные изохинолина и связанные с ними алкалоиды      | Алкалоиды ипекакуаны                                              | Тирозин или фенилаланин → дофамин, или тирамин (для алкалоидов амариллиса)                                                                                                | Эметин, протоэметин, ипекозид |
| Производные изохинолина и связанные с ними алкалоиды      | Бензофенантридиныг                                                | Тирозин или фенилаланин → дофамин, или тирамин (для алкалоидов амариллиса)                                                                                                | Сангвинарин, оксинитидин, коринолоксин |
| Производные изохинолина и связанные с ними алкалоиды      | Апорфины                                                          | Тирозин или фенилаланин → дофамин, или тирамин (для алкалоидов амариллиса)                                                                                                | Глауцин, коридин, лириоденин |
| Производные изохинолина и связанные с ними алкалоиды      | Проапорфины                                                       | Тирозин или фенилаланин → дофамин, или тирамин (для алкалоидов амариллиса)                                                                                                | Пронуциферин, глазиовин |
| Производные изохинолина и связанные с ними алкалоиды      | Гомоапорфины                                                      | Тирозин или фенилаланин → дофамин, или тирамин (для алкалоидов амариллиса)                                                                                                | Крейсигин, мультифлорамин |
| Производные изохинолина и связанные с ними алкалоиды      | Гомопроапорфины                                                   | Тирозин или фенилаланин → дофамин, или тирамин (для алкалоидов амариллиса)                                                                                                | Бульбокодин |
| Производные изохинолина и связанные с ними алкалоиды      | Группа морфина                                                    | Тирозин или фенилаланин → дофамин, или тирамин (для алкалоидов амариллиса)                                                                                                | Морфин, кодеин, тебаин, синоменин |
| Производные изохинолина и связанные с ними алкалоиды      | Гомоморфины                                                       | Тирозин или фенилаланин → дофамин, или тирамин (для алкалоидов амариллиса)                                                                                                | Крейсигинин, андроцимбин |
| Производные изохинолина и связанные с ними алкалоиды      | Трополоизохинолины                                                | Тирозин или фенилаланин → дофамин, или тирамин (для алкалоидов амариллиса)                                                                                                | Имерубрин |
| Производные изохинолина и связанные с ними алкалоиды      | Азофлуорантены                                                    | Тирозин или фенилаланин → дофамин, или тирамин (для алкалоидов амариллиса)                                                                                                | Руфесцин, имелутеин |
| Производные изохинолина и связанные с ними алкалоиды      | Алкалоиды амариллиса                                              | Тирозин или фенилаланин → дофамин, или тирамин (для алкалоидов амариллиса)                                                                                                | Ликорин, амбеллин, гиппеастрин, тазеттин, галантамин, монтанин                                                                             |
| Производные изохинолина и связанные с ними алкалоиды      | Алкалоиды эритрины                                                | Тирозин или фенилаланин → дофамин, или тирамин (для алкалоидов амариллиса)                                                                                                | Эризодин, эритроидин |
| Производные изохинолина и связанные с ними алкалоиды      | Производные фенантрена                                            | Тирозин или фенилаланин → дофамин, или тирамин (для алкалоидов амариллиса)                                                                                                | Атеросперминин, таликтуберин |
| Производные изохинолина и связанные с ними алкалоиды      | Протопины                                                         | Тирозин или фенилаланин → дофамин, или тирамин (для алкалоидов амариллиса)                                                                                                | Протопин, оксомурамин, корикавидин |
| Производные изохинолина и связанные с ними алкалоиды      | Аристолактамы                                                     | Тирозин или фенилаланин → дофамин, или тирамин (для алкалоидов амариллиса)                                                                                                | Дорифлавин |
| Производные оксазола                                      |                                                                   | Тирозин → тирамин | Аннулолин, галфординол, тексалин, тексамин                                                                                                 |
| Производные тиазола                                       |                                                                   | 1-деокси-D-ксилулозы-5-фосфат (DOXP), тирозин, цистеин | Аргохелин, ностоцикламид, тиострептон |
| Производные хиназолина                                    | Производные 3,4-дигидро-4-хиназолона                              | Антраниловая кислота или фенилаланин или орнитин | Фебрифугин |
| Производные хиназолина                                    | Производные 1,4-дигидро-4-хиназолона                              | Антраниловая кислота или фенилаланин или орнитин | Гликорин, арборин (гликозин), гликозминин                                                                                                  |
| Производные хиназолина                                    | Производные пирролидино- и пиперидинохиназолинов                  | Антраниловая кислота или фенилаланин или орнитин | Вазицин (пеганин) |
| Производные акридина                                      |                                                                   | Антраниловая кислота | Рутакридон, акроницин, эвоксантин |
| Производные хинолина                                      | Простые производные хинолина, производные 2-хинолона и 4-хинолона | Антраниловая кислота → 3-карбоксихинолин | Куспарин, эхинопсин, эвокарпин |
| Производные хинолина                                      | Трициклические терпеноиды                                         | Антраниловая кислота → 3-карбоксихинолин | Флиндерсин |
| Производные хинолина                                      | Производные фуранохинолина                                        | Антраниловая кислота → 3-карбоксихинолин | Диктамнин, фагарин, скиммианин |
| Производные хинолина                                      | Группа хинина                                                     | Триптофан → триптамин → стриктозидин (с участием секологанина) → коринантеал → цинхонинон                                                                                 | Хинин, хинидин, цинхонин, цинхонидин |
| Производные индола                                        | Неизопреноидные индольные алкалоиды                               | Неизопреноидные индольные алкалоиды | Неизопреноидные индольные алкалоиды |
| Производные индола                                        | Простые производные индола                                        | Триптофан → триптамин или 5-гидрокситриптофан | Серотонин, псилоцибин, диметилтриптамин (ДМТ), буфотенин                                                                                   |
| Производные индола                                        | Простые производные β-карболина                                   | Триптофан → триптамин или 5-гидрокситриптофан | Гарман, гармин, гармалин, элеагнин |
| Производные индола                                        | Пирролоиндольные алкалоиды                                        | Триптофан → триптамин или 5-гидрокситриптофан | Физостигмин (эзерин), эзерамин, физовенин, эптастигмин                                                                                     |
| Производные индола                                        | Гемитерпеноидные индольные алкалоиды                              | | |
| Производные индола                                        | Алкалоиды спорыньи (эргоалкалоиды)                                | Триптофан → ханоклавин → агроклавин → элимоклавин → паспаловая кислота → лизергиновая кислота                                                                             | Эрготамин, эргобазин, эргозин |
| Производные индола                                        | Монотерпеноидные индольные алкалоиды                              | | |
| Производные индола                                        | Алкалоиды типа Corynanthe                                         | Триптофан → триптамин → стриктозидин (с участием секологанина) | Аймалицин, сарпагин, вобазин, аймалин, акуаммилин, йохимбин, резерпин, митрагинин, группа стрихнина (Стрихнин, бруцин, акуамицин, вомицин) |
| Производные индола                                        | Алкалоиды типа Iboga                                              | Триптофан → триптамин → стриктозидин (с участием секологанина) | Ибогамин, ибогаин, воакангин |
| Производные индола                                        | Алкалоиды типа Aspidosperma                                       | Триптофан → триптамин → стриктозидин (с участием секологанина) | Винкамин, винкотин, аспидоспермин, квебрахамин                                                                                             |
| Производные имидазола                                     |                                                                   | Напрямую из гистидина | Гистамин, пилокарпин, долихотелин, пилозин, стивенсин                                                                                      |
| Производные пурина                                        |                                                                   | Ксантозин (образуемый в процессе пуринового биосинтеза) → 7-метилксантозин → 7-метилксантин → теобромин → кофеин                                                          | Кофеин, теобромин, теофиллин, сакситоксин                                                                                                  |
| Алкалоиды с азотом в боковой цепи (протоалкалоиды)        |                                                                   | | |
| Производные β-фенилэтиламина                              |                                                                   | Тирозин или фенилаланин → диоксифенилаланин → дофамин → адреналин и мескалин; тирозин → тирамин; фенилаланин → 1-фенилпропан-1,2-дион → катинон → эфедрин и псевдоэфедрин | Тирамин, горденин, эфедрин, псевдоэфедрин, мескалин, катинон, катехоламины (адреналин, норадреналин, дофамин)                              |
| Колхициновые алкалоиды                                    |                                                                   | Тирозин или фенилаланин → дофамин → аутумналин → колхицин | Колхицин, колхамин |
| Мускарины                                                 |                                                                   | Глутаминовая кислота → 3-кетоглутаминовая кислота → мускарины (с участием пировиноградной кислоты)                                                                        | Мускарин, алломускарин, эпимускарин, эпиалломускарин                                                                                       |
| Бензиламины                                               |                                                                   | Фенилаланин, с участием валина, лейцина или изолейцина | Капсаицин, дигидрокапсаицин, нордигидрокапсаицин                                                                                           |
| Полиаминные алкалоиды                                     |                                                                   | | |
| Производные путресцина                                    |                                                                   | Орнитин → путресцин → спермидин → спермин | Пауцин |
| Производные спермидина                                    |                                                                   | Орнитин → путресцин → спермидин → спермин | Инаденин-12-он, лунарин, кодонокарпин |
| Производные спермина                                      |                                                                   | Орнитин → путресцин → спермидин → спермин | Вербасценин, афеландрин |
| Пептидные (циклопептидные) алкалоиды                      |                                                                   | | |
| Пептидные алкалоиды с 13-членным циклом                   | Тип нумуларина C                                                  | Из различных аминокислот | Нумуларин C, нумуларин S |
| Пептидные алкалоиды с 13-членным циклом                   | Тип зизифина A                                                    | Из различных аминокислот | Зизифин A, сативанин H |
| Пептидные алкалоиды с 14-членным циклом                   | Тип франгуланина                                                  | Из различных аминокислот | Франгуланин, скутианин J |
| Пептидные алкалоиды с 14-членным циклом                   | Тип скутианина A                                                  | Из различных аминокислот | Скутианин A |
| Пептидные алкалоиды с 14-членным циклом                   | Тип интегеррина                                                   | Из различных аминокислот | Интегеррин, дискарин D |
| Пептидные алкалоиды с 14-членным циклом                   | Тип амфибина F                                                    | Из различных аминокислот | Амфибин F, спинанин A |
| Пептидные алкалоиды с 14-членным циклом                   | Тип амфибина B                                                    | Из различных аминокислот | Амфибин B, лотузин C |
| Пептидные алкалоиды с 15-членным циклом                   | Тип мукронина A                                                   | Из различных аминокислот | Мукронин A |
| Псевдоалкалоиды (терпены и стероиды)                      |                                                                   | | |
| Дитерпены                                                 | Тип ликоктонина                                                   | Мевалоновая кислота → изопентенилпирофосфат → геранилпирофосфат | Аконитин, дельфинин |
| Дитерпены                                                 | Тип гетератизина                                                  | Мевалоновая кислота → изопентенилпирофосфат → геранилпирофосфат | Гетератизин |
| Дитерпены                                                 | Тип атизина                                                       | Мевалоновая кислота → изопентенилпирофосфат → геранилпирофосфат | Атизин |
| Дитерпены                                                 | Тип веатхина                                                      | Мевалоновая кислота → изопентенилпирофосфат → геранилпирофосфат | Веатхин |
| Стероидные алкалоиды                                      |                                                                   | Холестерин, аргинин | Соласодин, соланидин, вералкамин |

## Свойства
Алкалоиды, молекулы которых содержат атомы кислорода (что справедливо для подавляющего большинства алкалоидов) при стандартных условиях, как правило, представляют собой бесцветные кристаллы. Алкалоиды, молекулы которых не содержат атомов кислорода, чаще всего являются летучими бесцветными маслянистыми жидкостями (как никотин или кониин). Некоторые алкалоиды не являются бесцветными: так, берберин жёлтый, сангвинарин оранжевый.
Большинство алкалоидов обладает свойствами слабых оснований, но некоторые из них амфотерны (как теобромин и теофиллин).
Как правило, алкалоиды плохо растворимы в воде, но хорошо растворимы во многих органических растворителях (диэтиловом эфире, хлороформе и 1,2-дихлорэтане). Исключением является, например, кофеин, хорошо растворимый в кипящей воде. При взаимодействии с кислотами алкалоиды образуют соли различной степени прочности. Соли алкалоидов, как правило, хорошо растворимы в воде и спиртах и плохо растворимы в большинстве органических растворителей, хотя известны соли, плохо растворимые в воде (сульфат хинина) и хорошо растворимые в органических растворителях (гидробромид скополамина).
Большинство алкалоидов имеет горький вкус. Предполагается, что таким образом естественный отбор защитил животных от вырабатываемых растениями алкалоидов, многие из которых сильно ядовиты.

## Распространение в природе

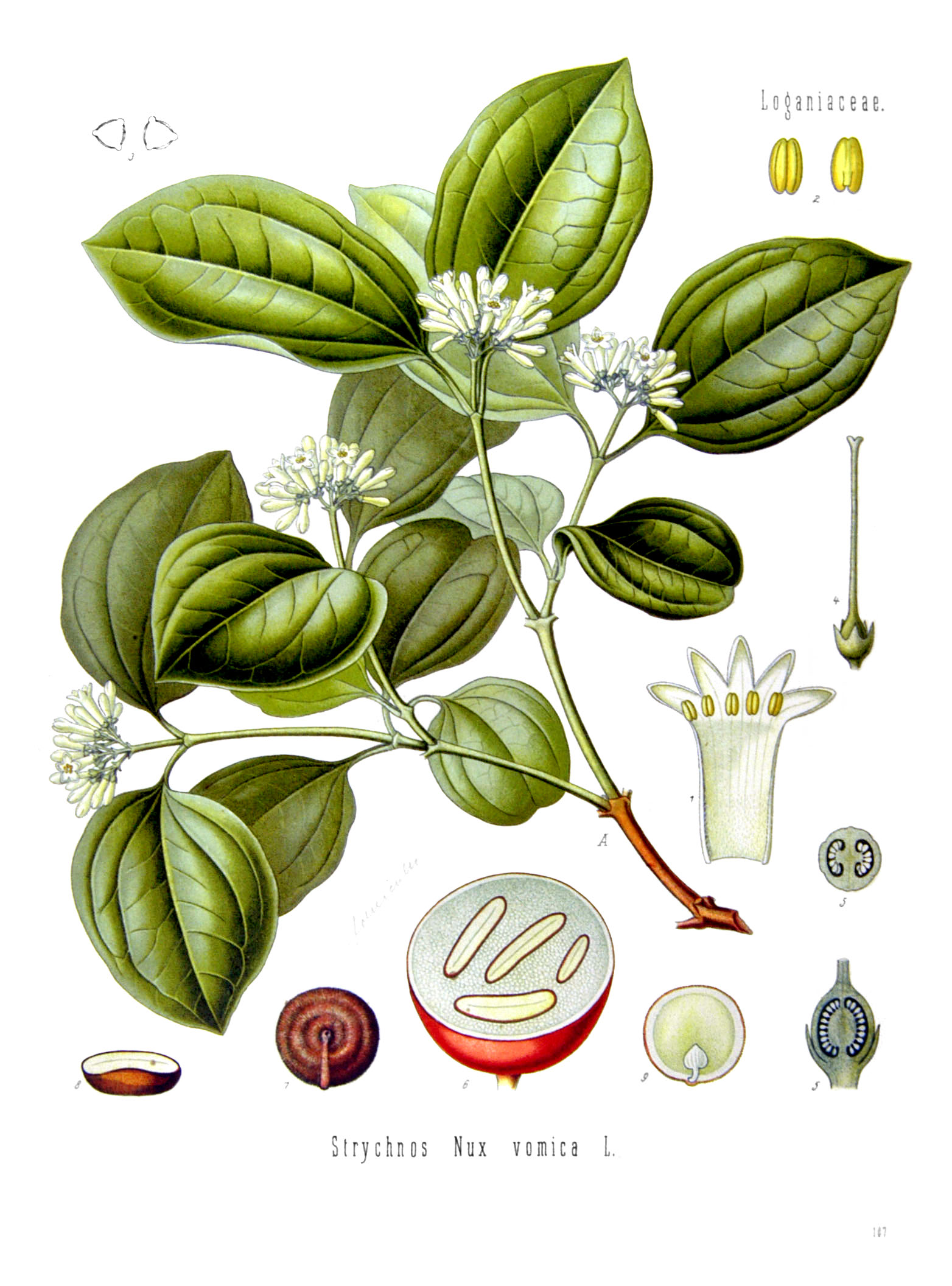
Чилибуха, семена которой богаты стрихнином и бруцином

Алкалоиды синтезируются различными живыми организмами. Наиболее широко они распространены в высших растениях: по имеющимся оценкам, от 10 до 25 % видов высших растений содержат алкалоиды. В прошлом термин «алкалоид» чаще всего применялся только по отношению к веществам растительного происхождения.
К важнейшим растениям-алкалоидоносам, получившим промышленное применение, относятся опийный мак, хинное дерево, табак, белладонна, скополия, Дурман обыкновенный, анабазис, какао, кокаиновый куст, пилокарпус, хвойник, чилибуха, крестовник, чайный куст.
Содержание алкалоидов в растениях, как правило, не превышает нескольких процентов. Обычно концентрация невелика и составляет сотые и десятые доли процента. При содержании 1—3 % растение считается богатым алкалоидами (высокоалкалоидоносным). Только немногие растения, например, культивируемые формы хинного дерева, содержат до 15—20 % алкалоидов. Особенно богаты алкалоидами растения таких семейств, как Маковые, Паслёновые, Бобовые, Кутровые, Мареновые, Лютиковые, Логаниевые. В водорослях, грибах, мхах, папоротниках и голосеменных они встречаются сравнительно редко. В большинстве растений распределение алкалоидов по тканям неравномерно. В зависимости от вида растения максимальное содержание алкалоидов может достигаться в листьях (белена чёрная), плодах или семенах (чилибуха), корнях (раувольфия змеиная) или коре (хинное дерево). В растениях алкалоиды находятся в виде солей органических и неорганических кислот в активно растущих тканях, эпидермальных и гиподермальных клетках, в обкладках сосудистых пучков и латексных ходах. Они растворены в клеточном соке. Кроме того, в разных тканях одного и того же растения могут содержаться разные алкалоиды, например, катарантус розовый содержит более 60 алкалоидов, в млечном соке мака содержится до 22 алкалоидов; по нескольку алкалоидов содержится в коре хинного дерева, в белене, белладонне, скополии.
Помимо растений, алкалоиды содержатся в некоторых видах грибов (псилоцибин, содержащийся в грибах рода псилоцибе) и животных (буфотенин, содержащийся в коже некоторых жаб). Биогенные амины, такие как адреналин или серотонин, играющие важную роль в организмах высших животных, сходны с алкалоидами по строению и путям биосинтеза и иногда также называются алкалоидами.
Кроме того, алкалоиды содержатся во многих морских организмах.

## Извлечение

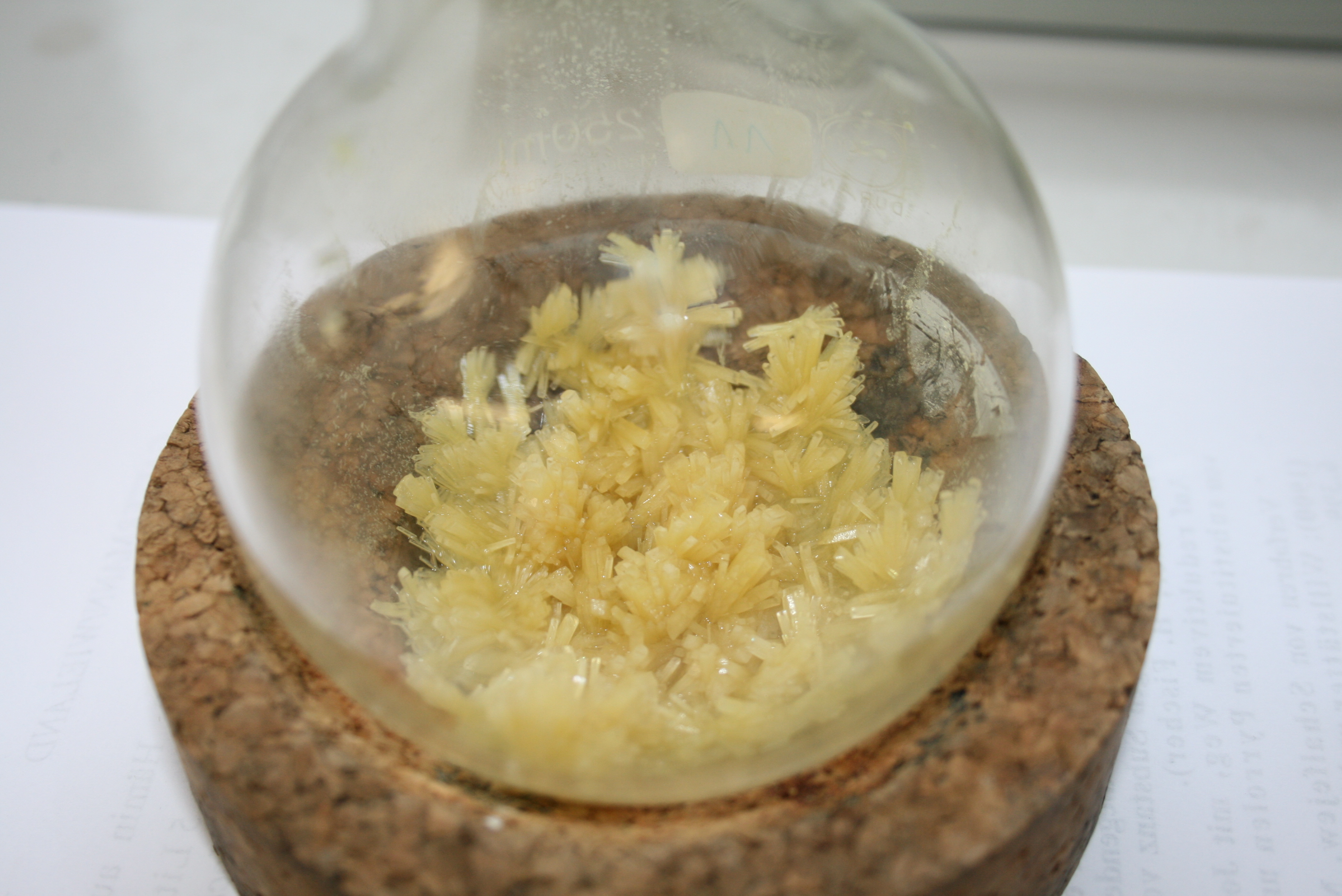
Кристаллы пиперина, извлечённого из чёрного перца

Ввиду большого структурного разнообразия алкалоидов не существует единого метода выделения их из природного сырья. Большинство методов основаны на использовании того факта, что основания алкалоидов, как правило, хорошо растворимы в органических растворителях и плохо растворимы в воде, а соли — наоборот.
Большинство растений содержат несколько алкалоидов. При выделении алкалоидов из природного сырья сначала производится извлечение смеси алкалоидов, а затем выделение индивидуальных алкалоидов из смеси.
Перед извлечением алкалоидов растительное сырьё тщательно измельчается.
Чаще всего алкалоиды находятся в растительном сырьё в виде солей органических кислот. При этом извлечены алкалоиды могут быть как в виде оснований, так и в виде солей.
При извлечении алкалоидов в виде оснований сырьё обрабатывается щелочными растворами для перевода солей алкалоидов в основания, после чего основания алкалоидов извлекаются органическими растворителями (1,2-дихлорэтан, хлороформ, диэтиловый эфир, бензол). Затем для очистки от примесей полученный раствор оснований алкалоидов обрабатывается слабым раствором кислоты, при этом алкалоиды образуют соли, нерастворимые в органических растворителях и переходящие в воду. При необходимости водный раствор солей алкалоидов снова подщелачивают и обрабатывают органическим растворителем. Процесс продолжается, пока не получен раствор смеси алкалоидов достаточной чистоты.
При извлечении алкалоидов в виде солей сырьё обрабатывается слабым раствором кислоты (например, уксусной) в воде, этаноле или метаноле. Полученный раствор подщелачивают для перевода солей алкалоидов в основания, которые извлекаются органическим растворителем (если экстракция производилась с помощью спирта, его предварительно необходимо отогнать, а остаток растворить в воде). Раствор оснований алкалоидов в органическом растворителе подвергается очистке, как указано выше.
Разделение смеси алкалоидов на компоненты производится с использованием различия их физических и химических свойств. Для этого может быть использована перегонка, разделение на основе различной растворимости алкалоидов в конкретном растворителе, разделение на основе различия в силе основности и разделение путём получения производных.

## Биосинтез
Биогенетическими предшественниками большинства алкалоидов являются аминокислоты: орнитин, лизин, фенилаланин, тирозин, триптофан, гистидин, аспарагиновая кислота и антраниловая кислота. Все эти аминокислоты, кроме антраниловой кислоты, являются протеиногенными. Никотиновая кислота может быть синтезирована из триптофана или аспарагиновой кислоты. Пути биосинтеза алкалоидов не менее разнообразны, чем их структуры, и их невозможно объединить в общую схему. Тем не менее, существует несколько характерных реакций, участвующих в биосинтезе различных классов алкалоидов:
- образование оснований Шиффа,
- реакция Манниха,

### Образование оснований Шиффа
Основания Шиффа могут быть получены в результате реакции аминов с кетонами или альдегидами. Данная реакция является распространённым способом формирования C=N связи.
При биосинтезе алкалоидов реакция образования основания может проходить также внутримолекулярно. Примером может являться реакция образования Δ1-пиперидеина, происходящая при синтезе пиперидинового цикла:

### Реакция Манниха
В реакции Манниха, помимо амина и карбонильного соединения, участвует также карбанион, играющий роль нуклеофила в процессе присоединения к иону, образованному взаимодействием амина и карбонильного соединения.
Реакция Манниха также может осуществляться как межмолекулярно, так и внутримолекулярно. Примером внутримолекулярной реакции Манниха может служить синтез пирролизидинового ядра:
Разновидностью внутримолекулярной реакции Манниха является реакция Пикте — Шпенглера — циклизация шиффовых оснований, образованных из β-фенилэтиламинов с образованием системы тетрагидроизохинолина. У растений биосинтез алкалоидов происходит всегда под действием ферментов, у животных же известны случаи неферментативного синтеза изохинолиновых алкалоидов, включающий две последовательные стадии — образование основание Шиффа из катехоламинов и альдегида и реакцию Пикте — Шпенглера. Обе эти реакции могут протекать в физиологических условиях и в отсутствие ферментов. Обычно неферментативный синтез алкалоидов происходит при нарушениях обмена веществ или интоксикациях, когда в организме имеется избыток аминов или альдегидов. Так, высокий уровень катехоламинов в мозгу человека наблюдается при шизофрении, паркинсонизме. Сопутствующие этим заболеваниям нарушения психики отчасти связывают с неферментативным синтезом изохинолиновых алкалоидов. В результате приёма алкоголя из дофамина и ацетальдегида образуется алкалоид салсолинол, который является одним из факторов развития алкогольной зависимости. 

## Димерные алкалоиды
Помимо описанных выше мономерных алкалоидов, существует также некоторое количество димерных (реже — тримерных, значительно реже — тетрамерных) алкалоидов, образующихся в процессе конденсации двух (трёх, четырёх) мономерных алкалоидов. Как правило, димерные алкалоиды являются результатом конденсации двух алкалоидов одинакового типа. Наиболее распространены бисиндольные алкалоиды и димерные изохинолиновые алкалоиды. Основные механизмы димеризации алкалоидов:
- Реакция Манниха. Примером является бисиндольный алкалоид воакамин.
- Реакция Михаэля — виллальстонин.
- конденсация альдегидов с аминами — токсиферин.
- Окислительное сочетание фенолов — даурицин, тубокурарин.
- Лактонизация — карпаин.

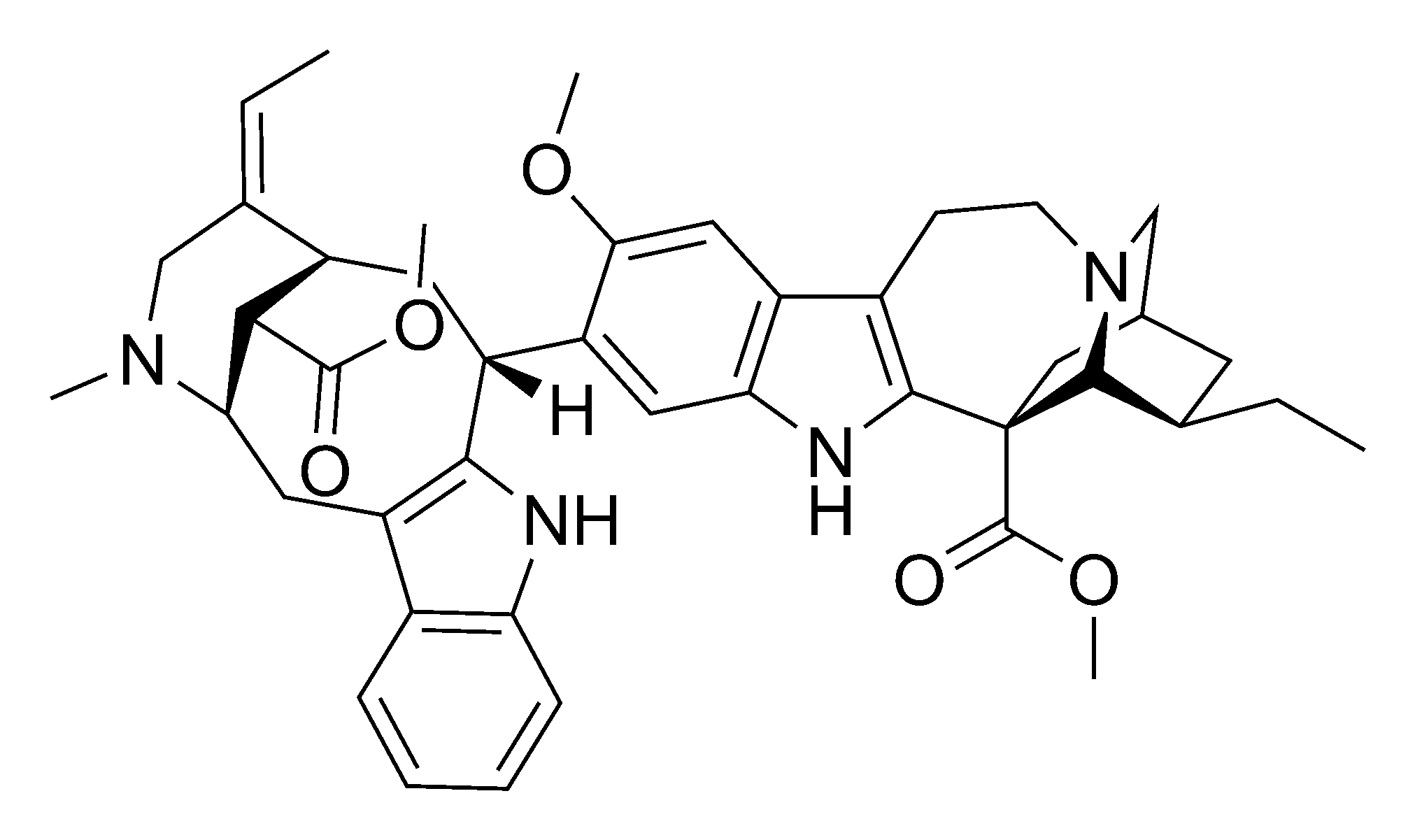
Воакамин
Виллальстонин
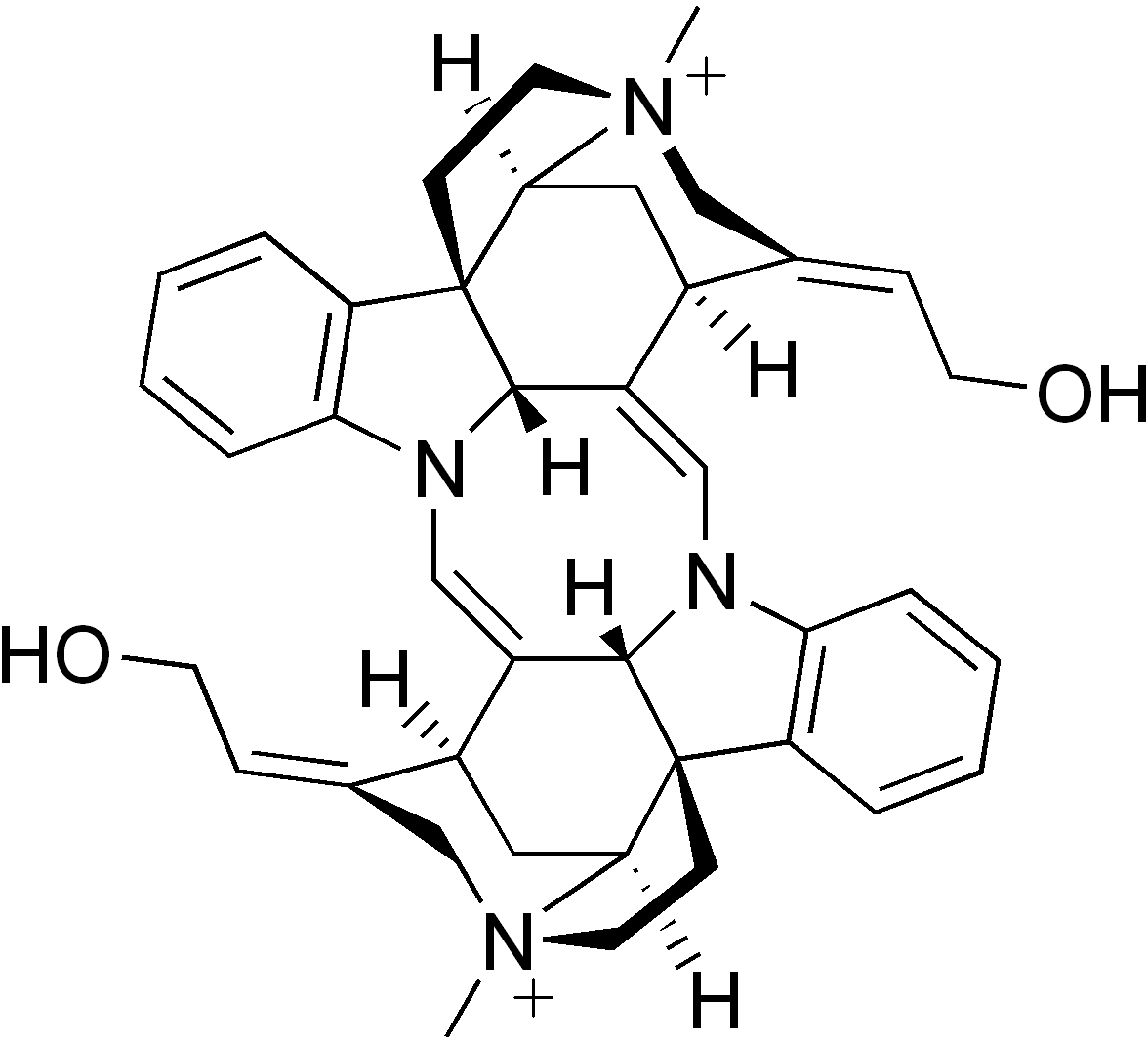
Токсиферин
Даурицин
Тубокурарин
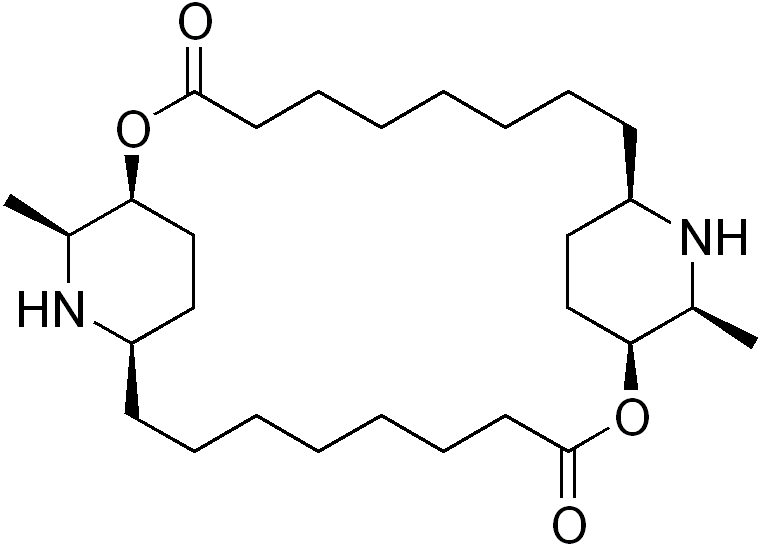
Карпаин

## Биологическая роль
Значение алкалоидов для живых организмов, их синтезирующих, до сих пор изучено недостаточно. Первоначально предполагалось, что алкалоиды являются конечными продуктами метаболизма азота у растений, как мочевина у млекопитающих. Позднее было показано, что во многих растениях содержание алкалоидов может как увеличиваться, так и уменьшаться с течением времени; таким образом, эта гипотеза была опровергнута.
Большинство известных функций алкалоидов относится к защите растений от внешних воздействий. Так, например, апорфиновый алкалоид лириоденин, вырабатываемый лириодендроном тюльпановым, защищает растение от паразитических грибов. Кроме того, содержание алкалоидов в растении препятствует их поеданию насекомыми и растительноядными хордовыми, хотя животные, в свою очередь, выработали способы противодействия токсичному действию алкалоидов; некоторые из них даже используют алкалоиды в собственном метаболизме.
Алкалоиды имеют и эндогенное значение. Такие вещества, как серотонин, дофамин и гистамин, иногда также относимые к алкалоидам, являются важными нейромедиаторами у животных. Известна также роль алкалоидов в регулировке роста растений.

## Применение

### В медицине
Медицинское применение растений-алкалоидоносов имеет давнюю историю. В XIX веке, когда первые алкалоиды были получены в чистом виде, они сразу нашли своё применение в клинической практике в качестве лекарственного средства. Многие алкалоиды до сих пор применяются в медицине (чаще в виде солей), например:
| Алкалоид                        | Фармакологическое действие                               |
| ------------------------------- | -------------------------------------------------------- |
| Аймалин                         | антиаритмическое                                         |
| Атропин, скополамин, гиосциамин | антихолинергические препараты                            |
| Винбластин, винкристин          | противоопухолевое                                        |
| Винкамин                        | сосудорасширяющее, антигипертензивное                    |
| Кодеин                          | противокашлевое средство                                 |
| Кокаин                          | анестетик                                                |
| Колхицин                        | средство от подагры                                      |
| Морфин                          | наркотический анальгетик                                 |
| Резерпин                        | антигипертензивное                                       |
| Тубокурарин                     | миорелаксант                                             |
| Физостигмин                     | ингибитор ацетилхолинэстеразы                            |
| Хинидин                         | антиаритмическое                                         |
| Хинин                           | антипиретическое, противомалярийное                      |
| Эметин                          | рвотное, антипротозойное                                 |
| Эргоалкалоиды                   | симпатолитическое, сосудорасширяющее, антигипертензивное |

Многие синтетические и полусинтетические препараты являются структурными модификациями алкалоидов, разработанными с целью усилить или изменить основное действие препарата и ослабить нежелательные побочные эффекты. Так, например, налоксон, антагонист опиоидных рецепторов, является производным содержащегося в опиуме алкалоида тебаина:

Тебаин
Налоксон

### Применение в сельском хозяйстве
До разработки широкой гаммы относительно малотоксичных синтетических пестицидов некоторые алкалоиды достаточно широко применялись в качестве инсектицидов (соли никотина и анабазина). Их применение было ограничено высокой токсичностью для людей.

### Психостимулирующее и наркотическое использование

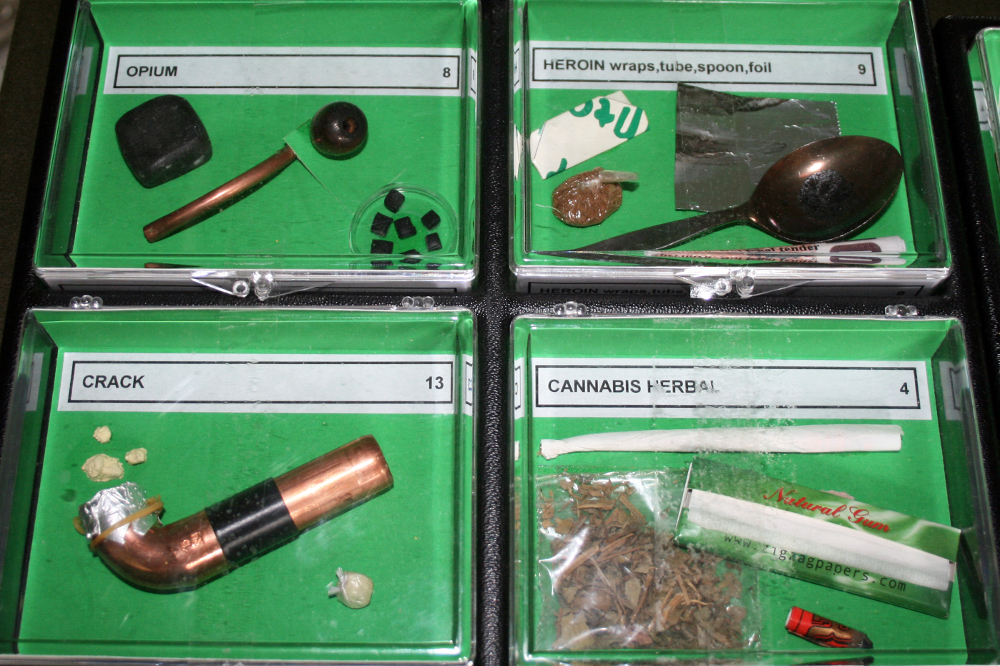
По часовой стрелке: опиум, героин, каннабис и крэк-кокаин

Многие алкалоиды являются психоактивными веществами. Препараты растений, содержащих алкалоиды, их экстракты, а позже и чистые препараты алкалоидов использовались в качестве стимулирующего и/или наркотического средства. Кокаин и катинон являются стимуляторами центральной нервной системы. Мескалин и многие индольные алкалоиды (такие как псилоцибин, диметилтриптамин, ибогаин) обладают галлюциногенным эффектом. Морфин и кодеин — сильные наркотические обезболивающие.
Кроме того, существуют алкалоиды, не обладающие сильным психоактивным действием, но являющиеся прекурсорами для полусинтетических психоактивных веществ. Например, из эфедрина и псевдоэфедрина синтезируются меткатинон (эфедрон) и метамфетамин.